# Haus am Waldsee

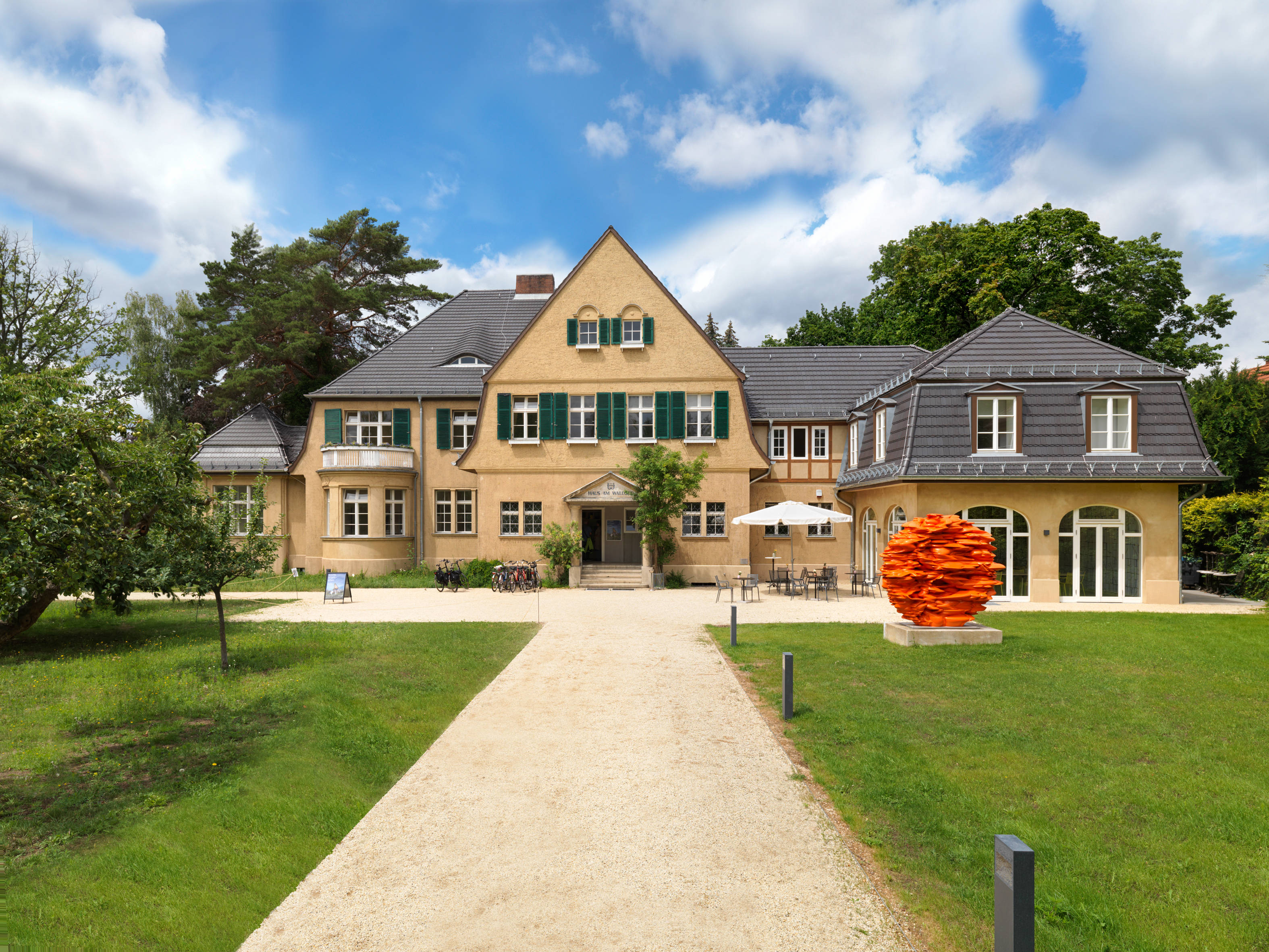
Haus am Waldsee mit Skulptur von Tony Cragg, 2019

Das Haus am Waldsee im Berliner Ortsteil Zehlendorf des Bezirks Steglitz-Zehlendorf ist seit 1946 ein Ausstellungsort internationaler Gegenwartskunst mit Fokus auf allen Medien der Bildenden Kunst, Design, Architektur und Sound in Berlin. Auf dem weitläufigen Gelände wurde seit 2005 ein Skulpturenpark eingerichtet. Von 2005 bis 2021 hatte die Kunsthistorikerin Katja Blomberg die Leitung inne. Im Juni 2022 übernahm die Kunsthistorikerin Anna Gritz, vormals Kuratorin der KW Institute for Contemporary Art, die Direktion.

## Geschichte
Das Haus am Waldsee in der Argentinischen Allee 30 wurde in den Jahren 1922/1923 für den Fabrikanten Hermann Knobloch nach Entwürfen des Architekten Max Werner als Privatvilla erbaut. Bereits 1926 wurde die Villa verkauft und wechselte danach mehrfach den Eigentümer, bis 1942 die Allgemeine Film-Treuhand (AFT) der UFA das Anwesen erwarb. Genutzt wurde die Villa dann als Dienstwohnung von Karl Melzer, dem Generalsekretär der Internationalen Filmkammer und stellvertretenden Präsidenten der Reichsfilmkammer. 1945 wurde im Haus eine Erfassungsstelle des Bezirksamtes für in Zehlendorf ansässige Künstler eingerichtet. Als Ausstellungsort wurde das Haus am 6. Januar 1946 offiziell mit einer Ausstellung mit Werken von Käthe Kollwitz und Ewald Vetter eröffnet. Zu den Gründern vom Haus am Waldsee für moderne Musik und bildende Kunst gehörte der 1945 als Leiter des Kunstamts Berlin-Zehlendorf eingesetzte Fritz Aeckerle, der zuvor unter anderem als Regieassistent von Robert Adolf Stemmle tätig war. In den ersten Jahren wurden hauptsächlich Künstler gezeigt, deren Werke während der Zeit des Nationalsozialismus als „entartet“ galten. Später folgten Ausstellungen mit renommierten zeitgenössischen Künstlern. Mit dieser Ausstellungstätigkeit erarbeitete sich das Haus am Waldsee einen internationalen Ruf als Ausstellungsort internationaler Gegenwartskunst.
Bis 1972 fiel dem damaligen Bezirk Zehlendorf die Finanzierung zu. Von 1973 bis 1985 unterstand die Einrichtung haushaltsrechtlich direkt dem Berliner Finanzsenator. Das Ausstellungshaus wird heute von einem gemeinnützigen Trägerverein verantwortet und durch den Bezirk Steglitz-Zehlendorf von Berlin mit einer jährlichen Zuwendung unterstützt. Alle Ausstellungsprojekte werden aus per Fundraising eingeworbenen „Drittmitteln“ finanziert. Unterstützend wirkt auch der Verein der Freunde und Förderer des Hauses am Waldsee e. V., der 2012 über 600 Mitglieder hatte.

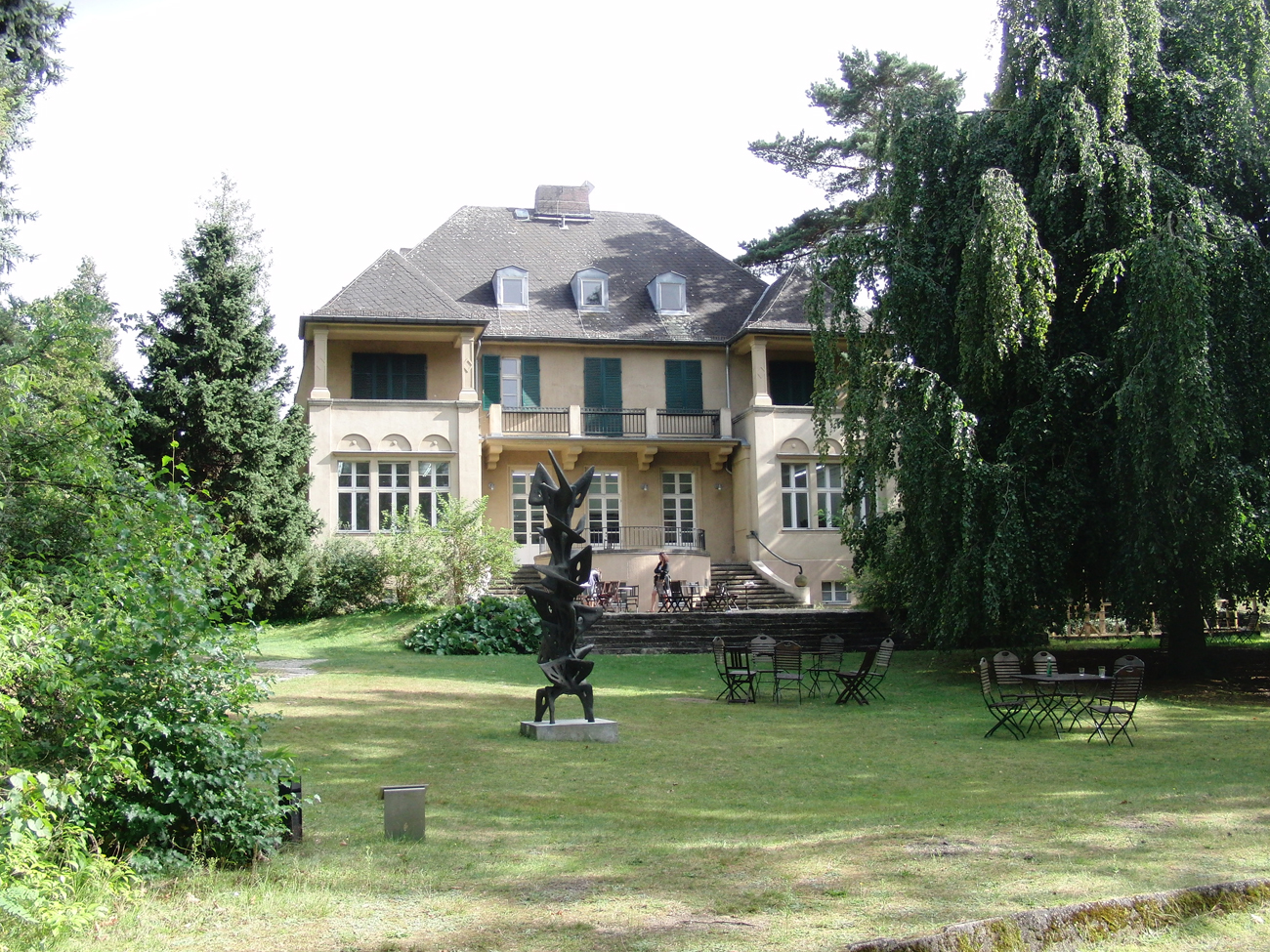
Skulpturenpark: Figur von Karl Hartung
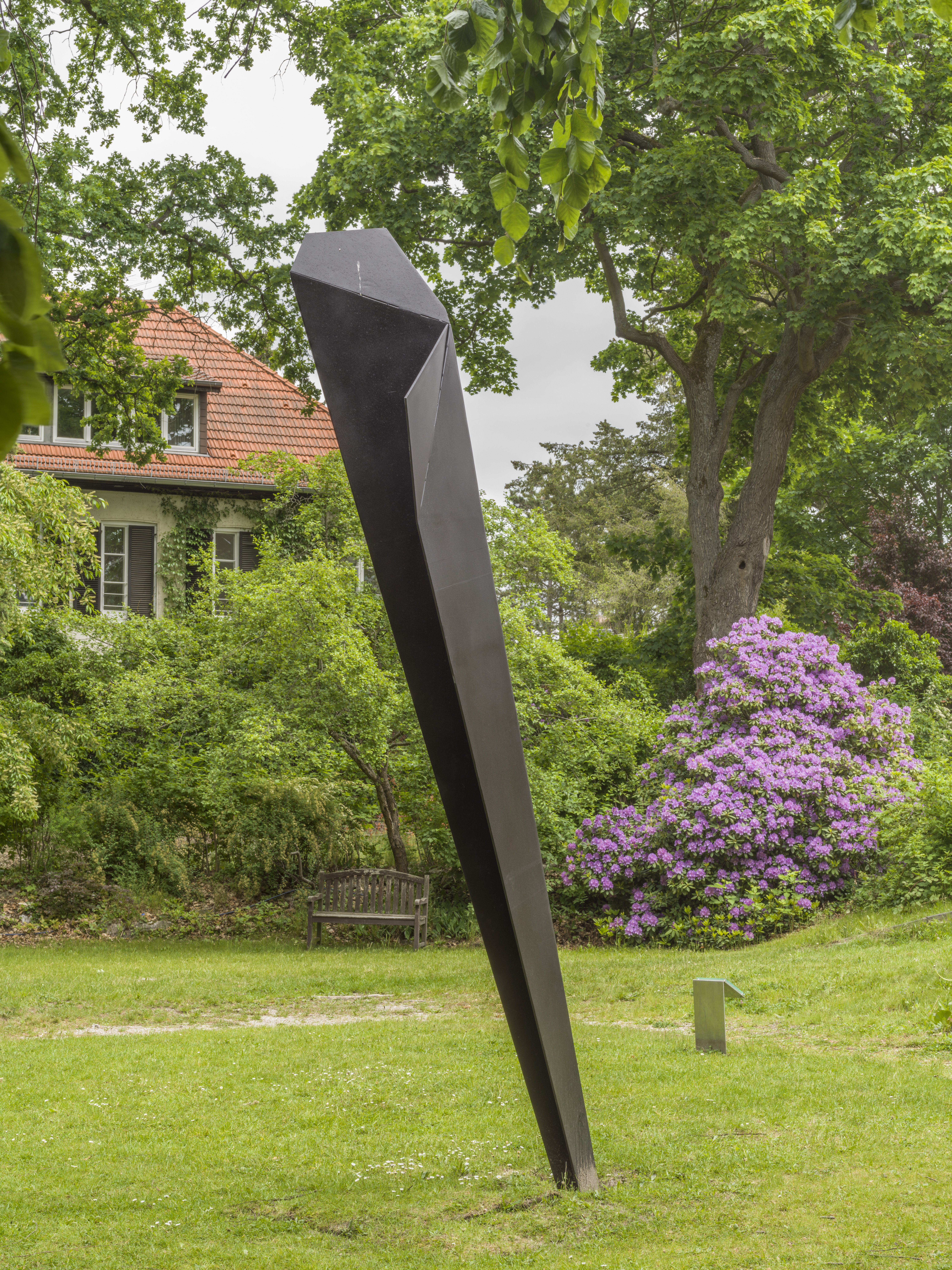
Skulpturenpark: Kreatur des Einfalls von Katja Strunz
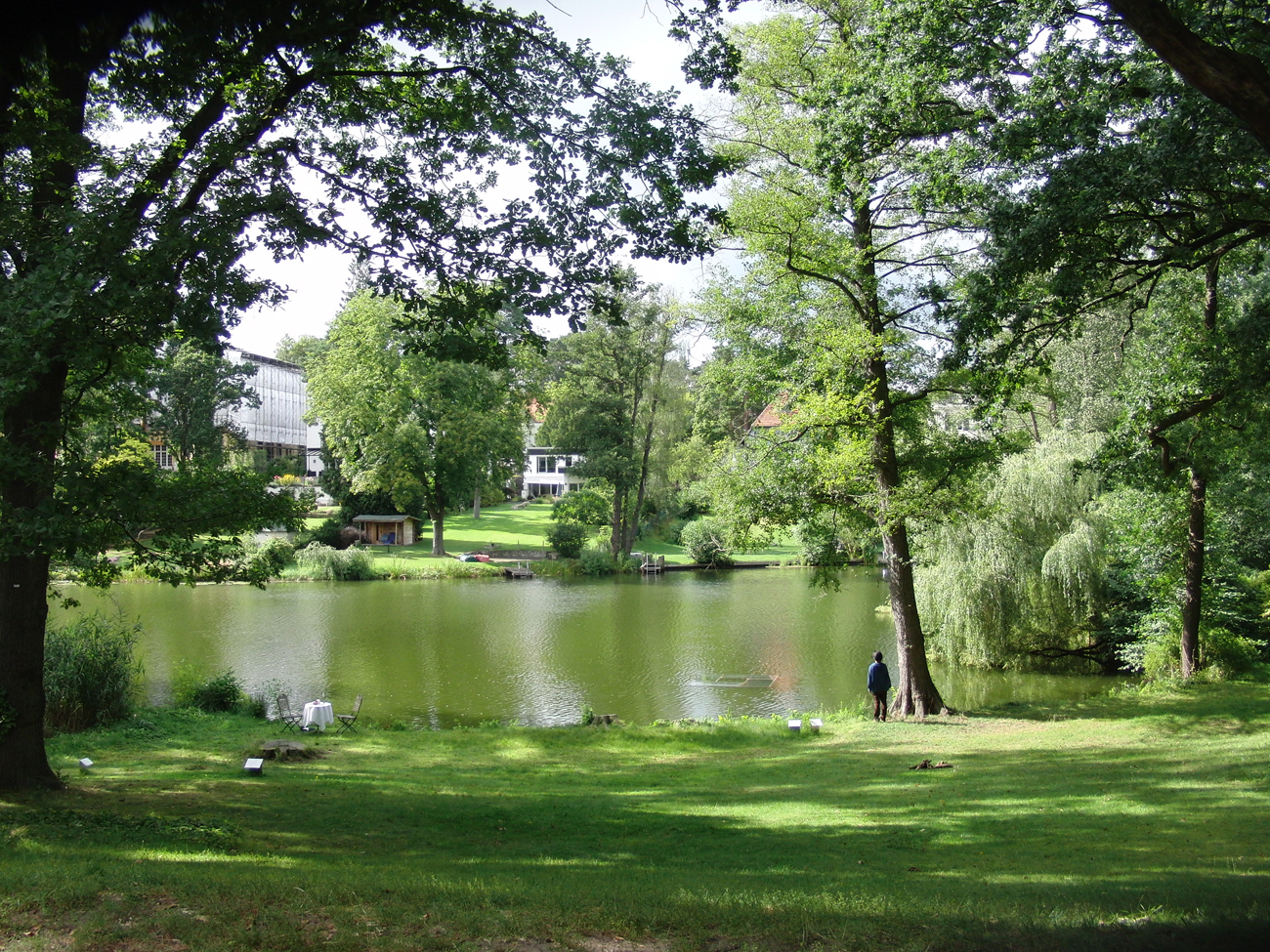
Waldsee

## Ausstellungen (Auswahl)
- 1946: Käthe Kollwitz und Ewald Vetter
- 1948: Werner Scholz
- 1949: Pablo Picasso
- 1956: Heinz Trökes
- 1958: Renée Sintenis
- 1962: Gegenwart bis 1962
- 1968: Kinetische Kunst
- 1981: Niki de Saint Phalle
- 1982: Frida Kahlo und Tina Modotti
- 1983: Cindy Sherman und Maria Lassnig
- 1985: Meret Oppenheim
- 1989: Marianne von Werefkin
- 1992/93: Photo-Sequenzen. Reportagen, Bildgeschichten, Serien aus dem Ullstein Bilderdienst von 1925 bis 1944
- 2005: Thomas Florschuetz
- 2007: Thomas Rentmeister
- 2007: Henry Moore
- 2008: Olav Christopher Jenssen
- 2009: Clemens Krauss
- 2009: Carla Guagliardi und Simon Faithfull – Schwerelos
- 2009/10: Corinne Wasmuht – Supracity[3]
- 2010: Frank Nitsche: Frank Nitsche – COCKTAILHYBRIDCONCEPT feat. Yves Netzhammer[4]
- 2011: Bjørn Melhus – Live Action Hero[5]
- 2013: Werner Aisslinger – Home of the Future[6]
- 2013: Stefan Panhans – Too much change is not enough[7]
- 2014: 8. Berlin Biennale für zeitgenössische Kunst[8]
- 2014/2015: Haus-Rucker-Co. Architekturutopie Reloaded[9]
- 2015: Nezaket Ekici – Alles, was man besitzt, besitzt auch uns[10]
- 2015: Alicja Kwade – Monolog aus dem 11ten Stock[11]
- 2016: Leiko Ikemura – ...und plötzlich dreht der Wind[12]
- 2016: J. Mayer H. – Strukturalien – Architektur als urbane Plastik[13]
- 2017: Franz Marc – VERMISST – Der Turm der blauen Pferde[14]
- 2019: Karin Sander – A bis Z[15]
- 2019: Lynn Chadwick  – Biester der Zeit – Doppel-Retrospektive[16]
- 2022: Thomas Florschuetz – Überlagerungen[17]
- 2023: Margaret Raspé – Automatik[18]
- 2024: Josephine Pryde – How Frequency The Eye[19]
- 2024: Gisèle Vienne – This Causes Consciousness to Fracture – A Puppet Play[20]

## Leitung
- 1948–1958: Karl Ludwig Skutsch
- 1958–1961: Eberhard Marx
- 1961–1963: Manfred de la Motte
- 1964–1993: Thomas Kempas
- 1994–2004: Barbara Straka
- 2005–2021: Katja Blomberg
- seit 2022: Anna Gritz

## Belege
1. ↑  Walter Habel (Hrsg.): Wer ist wer? Das deutsche Who’s who. 24. Ausgabe. Schmidt-Römhild, Lübeck 1985, ISBN 3-7950-2005-0, S. 7.
2. ↑  Rochus Kowallek: Berlin: Haus am Waldsee bangt um seinen kargen Etat. Der Finanzsenator drehte plötzlich den Geldhahn zu. In: Art. Februar 1986, S. 9.
3. ↑  Corinne Wasmuht. Supracity. In: hausamwaldsee.de. Abgerufen am 25. August 2024.
4. ↑  Frank Nitsche. COCKTAILHYBRIDCONCEPT feat. Yves Netzhammer. In: hausamwaldsee.de. Abgerufen am 25. August 2024.
5. ↑  Bjørn Melhus. Live Action Hero. In: hausamwaldsee.de. Abgerufen am 25. August 2024.
6. ↑  Werner Aisslinger. Home of the Future. In: hausamwaldsee.de. Abgerufen am 25. August 2024.
7. ↑  Stefan Panhans. Too much change is not enough. In: hausamwaldsee.de. Abgerufen am 25. August 2024.
8. ↑  8. Berlin Biennale für zeitgenössische Kunst. In: hausamwaldsee.de. Abgerufen am 25. August 2024.
9. ↑  Haus-Rucker-Co. Architekturutopie reloaded. In: hausamwaldsee.de. Abgerufen am 25. August 2024.
10. ↑  Nezaket Ekici. Alles, was man besitzt, besitzt auch uns. In: hausamwaldsee.de. Abgerufen am 25. August 2024.
11. ↑  Alicja Kwade – Monolog aus dem 11ten Stock. In: hausamwaldsee.de. Abgerufen am 25. August 2024.
12. ↑  Leiko Ikemura. ...und plötzlich dreht der Wind. In: hausamwaldsee.de. Abgerufen am 25. August 2024.
13. ↑  J.MAYER.H. Strukturalien. Architektur als urbane Plastik. In: hausamwaldsee.de. Abgerufen am 25. August 2024.
14. ↑  VERMISST! Der Turm der blauen Pferde von Franz Marc. In: hausamwaldsee.de. Abgerufen am 25. August 2024.
15. ↑  Karin Sander. A bis Z. In: hausamwaldsee.de. Abgerufen am 25. August 2024.
16. ↑  Biester der Zeit. Lynn Chadwick, Katja Strunz, Hans Uhlmann. In: hausamwaldsee.de. Abgerufen am 25. August 2024.
17. ↑  Thomas Florschuetz. Überlagerungen. In: hausamwaldsee.de. Abgerufen am 25. August 2024.
18. ↑  Margaret Raspé. Automatik. In: hausamwaldsee.de. Abgerufen am 25. August 2024.
19. ↑  Josephine Pryde. How Frequency The Eye. In: hausamwaldsee.de. Abgerufen am 25. August 2024.
20. ↑  Gisèle Vienne. This Causes Consciousness to Fracture – A Puppet Play. In: deeds.news. Abgerufen am 25. August 2024.

Koordinaten: 52° 26′ 31,6″ N, 13° 14′ 18,4″ O